# Prosciurillus topapuensis
Prosciurillus topapuensis — вид гризунів родини Sciuridae. Поширення: Індонезія. Таксон відокремлено від P. leucomus.

## Характеристики
P. topapuensis досягає довжини тіла приблизно від 15,5 до 19 сантиметрів і важить від 130 до 210 грамів. Хвіст має довжину приблизно від 12 до 17,5 сантиметра, лише трохи коротший за решту тіла. Колір спини тварин коричневий з випадковими піщано-жовтими або чорними мітками. Нижній бік тіла темно-сірий з відблисками від вохристих до піщано-жовтих та сріблястих. Вуха мають чіткі чорні пучки шерсті. Навколо очей у тварин є піщане кільце, а морда також частково піщаного кольору. Плями на шиї та смуги на спині в цього виду відсутні. Хвіст чорний та піщаного кольору та закінчується чорним пучком.

## Спосіб життя
Ці тварини живуть у листі вищих дерев і зазвичай залишаються на верхівках дерев і ліанах. Коли вони спускаються на землю, то переважно використовують ліани та мертву деревину для пересування. Вони ведуть денний спосіб життя й активні здебільшого вранці та вдень у сонячні дні. Їхній раціон складається переважно з м'яких фруктів, таких як інжир, а також насіння та комах, що мешкають на деревах. Вони реагують на численні звуки, такі як падіння гілок, дощ, тварини та люди, попереджувальними криками.